# Matías Viguet
Matías Viguet (La Dormida, Provincia de Mendoza, Argentina; 30 de mayo de 1998) es un futbolista argentino. Juega de mediocampista y su equipo actual es Deportivo Maipú, de la Primera Nacional de Argentina.

## Trayectoria
Surgido de las divisiones inferiores del Club La Dormida, en 2013 pasó a las de Godoy Cruz donde luego quedó libre. En 2015, fue fichado por San Martín de Mendoza donde debutó oficialmente como jugador profesional y disputó el Torneo Federal B siendo una de las figuras del equipo y quedando en las puertas del ascenso tras llegar a la final. Con dicho club jugó 28 encuentros y convirtió 7 goles. En 2016, llamó la atención de Boca Juniors por lo que pasó a integrar sus categorías menores.

## Estadísticas

### Clubes
Actualizado hasta su último partido disputado el 1 de junio de 2025.
| Club                              | Div.          | Temporada     | Liga  | Liga  | Liga   | Copas nacionales | Copas nacionales | Copas nacionales | Copas internacionales | Copas internacionales | Copas internacionales | Total | Total | Total  |
| Club                              | Div.          | Temporada     | Part. | Goles | Asist. | Part.            | Goles            | Asist.           | Part.                 | Goles                 | Asist.                | Part. | Goles | Asist. |
| --------------------------------- | ------------- | ------------- | ----- | ----- | ------ | ---------------- | ---------------- | ---------------- | --------------------- | --------------------- | --------------------- | ----- | ----- | ------ |
| San Martín (M) Argentina          | 4.ª           | 2015          | 25    | 6     | 0      | —                | —                | —                | —                     | —                     | —                     | 25    | 6     | 0      |
| San Martín (M) Argentina          | Total club    | Total club    | 25    | 6     | 0      | 0                | 0                | 0                | 0                     | 0                     | 0                     | 25    | 6     | 0      |
| Independiente Rivadavia Argentina | 2.ª           | 2019-20       | 16    | 2     | 1      | 1                | 0                | 0                | —                     | —                     | —                     | 17    | 2     | 1      |
| Independiente Rivadavia Argentina | 2.ª           | 2020          | 7     | 1     | 0      | —                | —                | —                | —                     | —                     | —                     | 7     | 1     | 0      |
| Independiente Rivadavia Argentina | Total club    | Total club    | 23    | 3     | 1      | 1                | 0                | 0                | 0                     | 0                     | 0                     | 24    | 3     | 1      |
| Deportivo Maipú Argentina         | 2.ª           | 2021          | 12    | 1     | 1      | —                | —                | —                | —                     | —                     | —                     | 12    | 1     | 1      |
| Deportivo Maipú Argentina         | 2.ª           | 2022          | —     | —     | —      | —                | —                | —                | —                     | —                     | —                     | 0     | 0     | 0      |
| Deportivo Maipú Argentina         | 2.ª           | 2023          | 32    | 0     | 2      | —                | —                | —                | —                     | —                     | —                     | 32    | 0     | 2      |
| Deportivo Maipú Argentina         | 2.ª           | 2024          | 36    | 7     | 6      | 1                | 0                | 1                | —                     | —                     | —                     | 37    | 7     | 7      |
| Deportivo Maipú Argentina         | 2.ª           | 2025          | 15    | 2     | 5      | —                | —                | —                | —                     | —                     | —                     | 15    | 2     | 5      |
| Deportivo Maipú Argentina         | Total club    | Total club    | 95    | 10    | 14     | 1                | 0                | 1                | 0                     | 0                     | 0                     | 96    | 10    | 15     |
| Total carrera                     | Total carrera | Total carrera | 142   | 19    | 15     | 2                | 0                | 1                | 0                     | 0                     | 0                     | 145   | 19    | 16     |
| 1.                                |               |               |       |       |        |                  |                  |                  |                       |                       |                       |       |       |        |